# Jaciment arqueològic de Camp Gran
El Camp Gran és un jaciment arqueològic al municipi de Vilafranca del Penedès(l'Alt Penedès), inclòs a l'Inventari del Patrimoni Arqueològic i Paleontològic de Catalunya.
Ha estat datat en una cronologia que va des del Paleolític mitjà al Calcolític, des del 90.000 b.p. al 4800 b.p.
Avui en dia, el jaciment és un camp de blat, envoltat de vinya. El trobem a uns 300 metres de Vilafranca del Penedès, al peu de l'antic camí de Pacs del Penedès, dins el barri de les Clotes. Aquest terreny forma part de la masia Gran, és una esplanada localitzada entre les elevacions de Sant Pau i Sant Jaume.
Les primeres troballes les va fer el propietari del terreny durant els anys 20, les quals va entregar M. Grivé per al seu posterior estudi. Al llarg dels següent anys afeccionats i clandestins van seguir actuant sobre el jaciment. J.A. Olivella Ribera, entrega les seves a M. Grivé. Les troballes que més destaquen són una destral bifaç de sílex i un percutor de quarsita de secció piramidal. Es localitzà més endavant una destral de porfirita, polida, però fragmentada.
El conjunt, sembla de cronologia paleolítica, per la indústria del sílex i quarsita. El polit d'un moment neo-neolític. La conservació del jaciment és dolenta i al no haver estat mai excavat, es desconeix si havia tingut alguna funció més concreta. S'ha catalogat com un lloc o centre de producció i explotació taller de sílex.